# Tradescantia ohiensis
Éphémère d'Ohio
Espèce
L'Éphémère d'Ohio (Tradescantia ohiensis) est une espèce de plantes de la famille des Commélinacées originaire d'Amérique du Nord.